# Arada (Honduras)
Arada (uit het Spaans: "ploeg") is een gemeente (gemeentecode 1602) in het departement Santa Bárbara in Honduras.

## Geschiedenis
De gemeente heeft de naam Arada, omdat de boeren uit het dorp El Ocotal door ossen getrokken ploegen gebruikten om de rotsachtige grond te bewerken.
Het dorp maakte deel uit van de gemeente Santa Bárbara tot het in 1900 een zelfstandige gemeente werd. Het eerste gemeentebestuur bestond uit:
- Agapito Rodriguez (burgemeester)
- Rosendo Figueroa
- Francisco Madrid
- José de Jesús Reyes. Omdat er nog geen gemeentehuis was, vonden de vergaderingen in zijn huis plaats.
- Miguel Argueta

## Ligging
Het dorp ligt aan de voet van de berg El Portillo, aan de rivier Ulúa.

## Bevolking
De bevolking is als volgt verdeeld:
| Vrouwen | 4945 | 48,4% |
| Mannen  | 5275 | 51,6% |

## Dorpen
De gemeente bestaat uit elf dorpen (aldea), waarvan het grootste qua inwoneraantal: Arada (code 160201).